# Tanjung Betuah (Cukuh Balak)
Tanjung Betuah is een bestuurslaag in het regentschap Tanggamus van de provincie Lampung, Indonesië. Tanjung Betuah telt 1087 inwoners (volkstelling 2010).